# وروا پو
وروا پو (به ایتالیایی: Verrua Po) یک کومونه در ایتالیا است که در استان پاویا واقع شده‌است.

## خصوصیات
وروا پو ۱۱٫۲۶ کیلومترمربع مساحت و ۱٬۳۲۴ نفر جمعیت دارد و ۶۴ متر بالاتر از سطح دریا واقع شده‌است.